# Album al numero uno della classifica FIMI nel 2010
La presente lista elenca gli album che hanno raggiunto la prima posizione nella classifica settimanale italiana Artisti, stilata durante il 2010 dalla Federazione Industria Musicale Italiana, in collaborazione con la GfK Retail and Technology Italia.
| Settimana    | Settimana    | Album                                | Artista             | Settimane consecutive | Settimane totali | Fonte  |
| Inizio       | Fine         | Album                                | Artista             | Settimane consecutive | Settimane totali | Fonte  |
| ------------ | ------------ | ------------------------------------ | ------------------- | --------------------- | ---------------- | ------ |
| 4 gennaio    | 10 gennaio   | Tracks 2 - Inediti & rarità          | Vasco Rossi         | 5                     | 7                | [ 1 ]  |
| 11 gennaio   | 17 gennaio   | Tracks 2 - Inediti & rarità          | Vasco Rossi         | 5                     | 7                | [ 2 ]  |
| 18 gennaio   | 24 gennaio   | Tracks 2 - Inediti & rarità          | Vasco Rossi         | 5                     | 7                | [ 3 ]  |
| 25 gennaio   | 31 gennaio   | Tracks 2 - Inediti & rarità          | Vasco Rossi         | 5                     | 7                | [ 4 ]  |
| 1º febbraio  | 7 febbraio   | Soldier of Love                      | Sade Adu            | 2                     | 2                | [ 5 ]  |
| 8 febbraio   | 14 febbraio  | Soldier of Love                      | Sade Adu            | 2                     | 2                | [ 6 ]  |
| 15 febbraio  | 21 febbraio  | Re matto                             | Marco Mengoni       | 4                     | 4                | [ 7 ]  |
| 22 febbraio  | 28 febbraio  | Re matto                             | Marco Mengoni       | 4                     | 4                | [ 8 ]  |
| 1º marzo     | 7 marzo      | Re matto                             | Marco Mengoni       | 4                     | 4                | [ 9 ]  |
| 8 marzo      | 14 marzo     | Re matto                             | Marco Mengoni       | 4                     | 4                | [ 10 ] |
| 15 marzo     | 21 marzo     | Oltre                                | Emma                | 2                     | 2                | [ 11 ] |
| 22 marzo     | 28 marzo     | Oltre                                | Emma                | 2                     | 2                | [ 12 ] |
| 29 marzo     | 4 aprile     | Una canzone pop                      | Pierdavide Carone   | 2                     | 2                | [ 13 ] |
| 5 aprile     | 11 aprile    | Una canzone pop                      | Pierdavide Carone   | 2                     | 2                | [ 14 ] |
| 12 aprile    | 18 aprile    | Inaspettata                          | Biagio Antonacci    | 4                     | 4                | [ 15 ] |
| 19 aprile    | 25 aprile    | Inaspettata                          | Biagio Antonacci    | 4                     | 4                | [ 16 ] |
| 26 aprile    | 2 maggio     | Inaspettata                          | Biagio Antonacci    | 4                     | 4                | [ 17 ] |
| 3 maggio     | 9 maggio     | Inaspettata                          | Biagio Antonacci    | 4                     | 4                | [ 18 ] |
| 10 maggio    | 16 maggio    | Arrivederci, mostro!                 | Luciano Ligabue     | 4                     | 9                | [ 19 ] |
| 17 maggio    | 23 maggio    | Arrivederci, mostro!                 | Luciano Ligabue     | 4                     | 9                | [ 20 ] |
| 24 maggio    | 30 maggio    | Arrivederci, mostro!                 | Luciano Ligabue     | 4                     | 9                | [ 21 ] |
| 31 maggio    | 6 giugno     | Arrivederci, mostro!                 | Luciano Ligabue     | 4                     | 9                | [ 22 ] |
| 7 giugno     | 13 giugno    | Semplicemente sei                    | Gigi D'Alessio      | 1                     | 1                | [ 23 ] |
| 14 giugno    | 20 giugno    | Arrivederci, mostro!                 | Luciano Ligabue     | 1                     | 9                | [ 24 ] |
| 21 giugno    | 27 giugno    | Vasco London Instant Live 04.05.2010 | Vasco Rossi         | 3                     | 3                | [ 25 ] |
| 28 giugno    | 4 luglio     | Vasco London Instant Live 04.05.2010 | Vasco Rossi         | 3                     | 3                | [ 26 ] |
| 5 luglio     | 11 luglio    | Vasco London Instant Live 04.05.2010 | Vasco Rossi         | 3                     | 3                | [ 27 ] |
| 12 luglio    | 18 luglio    | Arrivederci, mostro!                 | Luciano Ligabue     | 3                     | 9                | [ 28 ] |
| 19 luglio    | 25 luglio    | Arrivederci, mostro!                 | Luciano Ligabue     | 3                     | 9                | [ 29 ] |
| 26 luglio    | 1º agosto    | Arrivederci, mostro!                 | Luciano Ligabue     | 3                     | 9                | [ 30 ] |
| 2 agosto     | 8 agosto     | She Wolf                             | Shakira             | 2                     | 2                | [ 31 ] |
| 9 agosto     | 15 agosto    | She Wolf                             | Shakira             | 2                     | 2                | [ 32 ] |
| 16 agosto    | 22 agosto    | The Final Frontier                   | Iron Maiden         | 3                     | 3                | [ 33 ] |
| 23 agosto    | 29 agosto    | The Final Frontier                   | Iron Maiden         | 3                     | 3                | [ 34 ] |
| 30 agosto    | 5 settembre  | The Final Frontier                   | Iron Maiden         | 3                     | 3                | [ 35 ] |
| 6 settembre  | 12 settembre | Controcultura                        | Fabri Fibra         | 1                     | 1                | [ 36 ] |
| 13 settembre | 19 settembre | A Thousand Suns                      | Linkin Park         | 1                     | 1                | [ 37 ] |
| 20 settembre | 26 settembre | Wonderlustre                         | Skunk Anansie       | 1                     | 1                | [ 38 ] |
| 27 settembre | 3 ottobre    | Il mondo in un secondo               | Alessandra Amoroso  | 3                     | 3                | [ 39 ] |
| 4 ottobre    | 10 ottobre   | Il mondo in un secondo               | Alessandra Amoroso  | 3                     | 3                | [ 40 ] |
| 11 ottobre   | 17 ottobre   | Il mondo in un secondo               | Alessandra Amoroso  | 3                     | 3                | [ 41 ] |
| 18 ottobre   | 24 ottobre   | Re matto live                        | Marco Mengoni       | 1                     | 1                | [ 42 ] |
| 25 ottobre   | 31 ottobre   | Sale el sol                          | Shakira             | 1                     | 1                | [ 43 ] |
| 1º novembre  | 7 novembre   | Chocabeck                            | Zucchero Fornaciari | 2                     | 3                | [ 44 ] |
| 8 novembre   | 14 novembre  | Chocabeck                            | Zucchero Fornaciari | 2                     | 3                | [ 45 ] |
| 15 novembre  | 21 novembre  | Casa 69                              | Negramaro           | 2                     | 2                | [ 46 ] |
| 22 novembre  | 28 novembre  | Casa 69                              | Negramaro           | 2                     | 2                | [ 47 ] |
| 29 novembre  | 5 dicembre   | Arrivederci, mostro!                 | Luciano Ligabue     | 1                     | 9                | [ 48 ] |
| 6 dicembre   | 12 dicembre  | Michael                              | Michael Jackson     | 2                     | 4                | [ 49 ] |
| 13 dicembre  | 19 dicembre  | Michael                              | Michael Jackson     | 2                     | 4                | [ 50 ] |
| 20 dicembre  | 26 dicembre  | Chocabeck                            | Zucchero            | 1                     | 3                | [ 51 ] |
| 27 dicembre  | 2 gennaio    | Michael                              | Michael Jackson     | 2                     | 4                | [ 52 ] |

L'album che nel 2010 ha passato più tempo in cima alla classifica di vendita è Arrivederci, mostro! di Ligabue (9 settimane non consecutive).